# Кольцо Всевластья
Кольцо́ Всевла́стья (устоявшийся перевод, более точный перевод — Единое кольцо; англ. The One Ring) — в легендариуме Дж. Р. Р. Толкина главное кольцо, которое правит и повелевает другими Кольцами власти.

## История в Средиземье

### История создания Кольца
Магические Кольца были созданы Келебримбором и другими эльфами Эрегиона по наущению и с помощью Саурона. Девять Колец Саурон отдал людям, семь — Гномам; во всех них была заложена часть тёмной силы и воли Саурона; ещё три кольца были выкованы эльфами без участия Саурона и не несли в себе тёмной силы.
После создания Колец Власти Саурон самолично и тайно выковал на горе Ородруин (Роковая Гора) Кольцо Всевластия, вложив в него большую часть своей силы и воли. Таким образом, став хозяином Кольца, он одновременно стал зависеть от него; тем не менее, именно Саурон повелевал Кольцом, а не наоборот; но Кольцо было средоточием и основой его силы.
Кольцо обладало собственной волей, благодаря чему могло, в частности, самостоятельно покинуть владельца (например, соскользнув с пальца). Сам же владелец Кольца, как правило, не мог добровольно от него отказаться. Кольцо Всевластья, надетое кем-либо, кроме Саурона (а также Тома Бомбадила), делало его невидимым, продлевало ему жизнь, давало некоторую власть, но одновременно и развоплощало. Оно могло подчинять другие Кольца Власти, что послужило причиной войны, в результате которой был разрушен Эрегион, а Келебримбор был убит.

### Проклятие Исильдура
Когда в Битве Последнего Союза Исильдур, сын Элендила, победил Саурона и отрубил ему палец, на котором было надето Верховное Кольцо, последнее перешло к Исильдуру.
Правитель эльфов Ривенделла (в то время глашатай Гил-Галада, короля всех Нолдор Средиземья) Элронд посоветовал Исильдуру уничтожить Кольцо Всевластия. Однако то уже успело оказать влияние на человека, и он отказался, оставив Кольцо себе. Исильдур намеревался сделать Кольцо фамильной драгоценностью и передать его по наследству. Но этому не суждено было случиться, ибо воля Кольца привела его нового хозяина к гибели: на пути к Арнору отряд Исильдура попал в засаду орков Мглистых гор, в которой погиб весь отряд, включая троих сыновей Исильдура: Элендура, Аратана и Кириона. Сам Исильдур, надев Кольцо, попытался бежать. Добравшись до Андуина, он пытался спастись вплавь (без доспехов). Но, пока он плыл, Кольцо соскользнуло с пальца. Исильдур был убит орками-лучниками Мглистых гор. Кольцо же так и осталось на дне.

### Находка Кольца и его возвращение в мир
Кольцо Всевластия пролежало в реке Андуин долгие годы, пока не было случайно найдено Деаголом. Его приятель, Смеагол (впоследствии ставший Голлумом), завладел Кольцом, убив Деагола. Поскольку Голлум был слаб духом, то Кольцо немедленно поработило его; и именно под его влиянием Голлум совершил своё первое убийство и бежал в подземные пещеры, по которым протекала часть реки Андуин. Там он вёл жизнь изгнанника. Голлум прожил многие сотни лет, поддерживаемый Кольцом. И хотя само Кольцо он при этом надевал чрезвычайно редко (пользуясь им в основном для охоты на гоблинов), это, однако, не помешало Кольцу навсегда поработить его.
В 2941 году Т. Э., во время своего путешествия с гномами, хоббит Бильбо Бэггинс заблудился в пещерах Мглистых гор. Кольцо Всевластья решило покинуть Голлума и перейти к новому хозяину. Бильбо нашёл Кольцо и вскоре установил его свойство делать невидимым носителя; это позволило ему безопасно покинуть подземелье и помогло в дальнейшем путешествии; тем не менее, Бильбо не догадывался об истинном характере своей находки.
Бильбо владел Кольцом (надевая его лишь изредка) в течение нескольких десятков лет (Кольцо таким образом поддерживало его долголетие и замедляло процессы старения). Хоббиты, как позднее было установлено, являлись наиболее устойчивыми к воздействию тёмных сил среди всех смертных народов Средиземья, и Кольцо так и не смогло полностью подчинить себе Бильбо, хотя и он не был настоящим хозяином Кольца. Ещё одной причиной было то, что овладение Кольцом Бильбо начал с жалости, не убив Голлума, когда у него была такая возможность.
Тем временем Совет Мудрых, который возглавлял Саруман Белый, занялся поисками Единого Кольца. Однако в поисках Кольца Саруман, используя палантир, попал в подчинение воле Саурона. Последний же, собрав силы, вернулся в своё владение — Мордор, где приступил к созданию новых армий орков. Вместе с ним вернулись в мир и назгулы, которым тотчас было поручено разыскать Кольцо Всевластья.

### Война Кольца
Другой член Совета Мудрых, Гэндальф Серый, носитель эльфийского Кольца Огня Нарья, единственный из Совета заинтересовался хоббитами. Он первым установил, что кольцо, найденное Бильбо, и есть Кольцо Саурона.
Бильбо, сильно истощённый влиянием Кольца, на свой юбилей — 111 лет — по совету Гэндальфа решил оставить Кольцо своему племяннику Фродо. Через некоторое время, узнав о поисках назгулов, Гэндальф предостерёг Фродо, велев ему немедленно покинуть поселения хоббитов, и назначил встречу в посёлке Пригорье.
Гэндальф сообщил Саруману, не зная о его предательстве, что нашёл Кольцо. Однако Саруман, сам желавший заполучить Кольцо, заточил Гэндальфа в своей башне (Ортханк) в Изенгарде. Тем временем служители Саурона поймали Голлума, который под пытками назвал имя Бильбо Бэггинса. В это время Девятеро (в числе которых состоял и Король-чародей Ангмара) уже приближались к Ширу, стране хоббитов, в котором проживали Бэггинсы, с целью вернуть Кольцо Саурону.
Гэндальфу удалось освободиться из заточения. Фродо со спутниками (Сэмуайзом Гэмджи, Мериадоком Брендибаком и Перегрином Туком) был сопровождён наследным королём Гондора и Арнора, Арагорном, которого они называли Странник, в Ривенделл к Элронду, где Фродо встретился с Гэндальфом. На Совете Мудрых было установлено, что владение Кольцом Власти необратимо изменяет носителя, делая его либо рабом, либо новым Тёмным Властелином — если носитель обладает достаточной волей и силой; Кольцо было решено уничтожить. Единственным способом сделать это было бросить его в жерло вулкана Ородруин в Мордоре, в недрах которого Кольцо и было выковано.
Фродо, Сэм, Пиппин, Мерри, Гэндальф, Арагорн, Боромир, Леголас и Гимли, названные Братством Кольца (англ. Fellowship of the Ring), а иначе Хранителями, вызвались отнести Кольцо в Мордор.
В конечном итоге Фродо и его товарищу — хоббиту Сэму в сопровождении встретившегося им по пути Голлума удалось добраться до Ородруина. Там, встав на краю жерла, Фродо внезапно принял иное решение и, отказавшись уничтожать Кольцо Всевластья, надел его и объявил своим. Однако в тот же момент Голлум, вознамерившийся вернуть себе Кольцо, наивно полагая, что может стать его хозяином повторно, набросился на Фродо и откусил ему палец вместе с Кольцом — и, оступившись, вместе с Кольцом с криком «Преееелесть!» упал в жерло Ородруина. Так Кольцо Всевластья было уничтожено, а вместе с ним иссякла сила всех колец, созданных до него.

## История создания
По версии, высказанной профессором Марком Хортоном и сотрудником Толкиновского общества Линном Форест-Хиллом, прототипом Кольца Всевластья стало реальное золотое кольцо римской эпохи, похищенное у владельца. До наших дней дошла свинцовая табличка с проклятьем в адрес вора, найденная при раскопках храма бога Ноденса в Лидни-парке (Глостершир, Англия), а также само кольцо, на котором предполагаемый вор сделал надпись, заверявшую в его честности. Толкин участвовал в изучении храма и найденных археологами предметов, возможно, что он был знаком и с историей кольца.

## Надпись
При создании на Кольце Всевластья была сделана потайная стихотворная надпись на языке Мордора эльфийской письменностью тенгвар:
Ash nazg durbatulûk,
Ash nazg gimbatul,
Ash nazg thrakatulûk,
Agh burzum-ishi krimpatul.
В переводе на язык людей Арды (в оригинальной книге обозначалось просто текстом на английском языке):
One Ring to rule them all,
One Ring to find them,
One Ring to bring them all
And in the Darkness bind them.
Существуют разные переводы данного стиха на русский язык. Джон Рональд Руэл Толкин «Властелин Колец», перевод В. Муравьёва и А. Кистяковского:
А одно — всесильное — Властелину Мордора,
Чтоб разъединить их всех, чтоб лишить их воли
И объединить навек в их земной юдоли
Под владычеством всесильным Властелина Мордора.
Джон Рональд Руэл Толкин «Властелин Колец», перевод Н. и В. Грушецких:
Чтобы всех отыскать, воедино созвать
И единою чёрною волей сковать
В Мордоре, где вековечная тьма.
Русский дубляж мультфильма Ральфа Бакши «Властелин Колец»:
Одно кольцо, чтоб миром править,
Одно кольцо, чтоб всех найти,
Чтоб заковать всех в кандалы
И в темноте оставить.
Русский дубляж фильма Питера Джексона «Братство Кольца»:
Одно Кольцо, чтоб править всеми,
Оно главнее всех,
Оно соберёт всех вместе
И заключит во Тьме.

## Перевод названия на русский язык
Наиболее распространённым в русском языке вариантом перевода является «Кольцо Всевластья». Авторами этого перевода являются Владимир Муравьёв и Андрей Кистяковский. Существуют и другие переводы: Единое Кольцо, Главное Кольцо и другие.